# 又吉康助
又吉 康助（またよし こうすけ、1921年〈大正10年〉5月1日 - 2004年〈平成16年〉4月8日）は、日本の陸軍軍人、陸上自衛官。最終階級は陸軍大尉（大日本帝国陸軍）、陸将補（陸上自衛隊）。初代自衛隊沖縄地方連絡部長。
初代沖縄県知事屋良朝苗の教え子であり、沖縄返還の際に政府・自衛隊・沖縄県の交渉に関わった。

## 経歴・人物
沖縄県読谷村生まれ。旧制沖縄県立第二中学校（現・沖縄県立那覇高等学校）では陸軍特攻隊の伊舎堂用久中佐と同窓。1941年8月、陸軍士官学校（55期）卒業。歩兵第130連隊（高田）、仙台、得撫島守備を経て、独立混成第101旅団司令部付。
終戦後、知念高校教諭を務める。1955年、陸上自衛隊入隊。沖縄県の本土復帰に伴い、初代自衛隊沖縄地方連絡部長。1976年、退官。
2021年3月時点で桑江良逢と共に沖縄県生まれの二人の陸上自衛隊将官の一人。

## 著作
- 『千尋の海 軍神・伊舎堂中佐の生涯』（1989年）